# 新古典主義

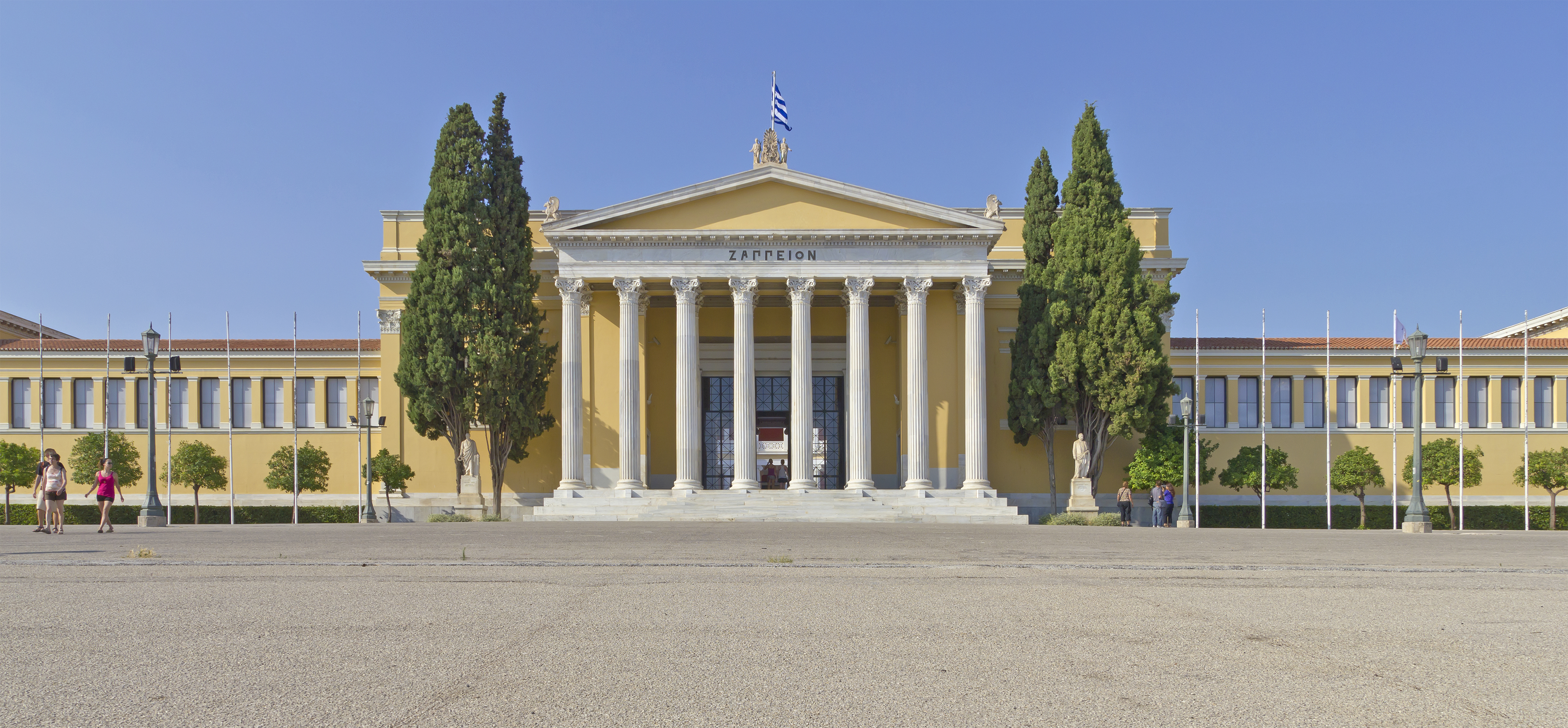
雅典扎皮翁宮

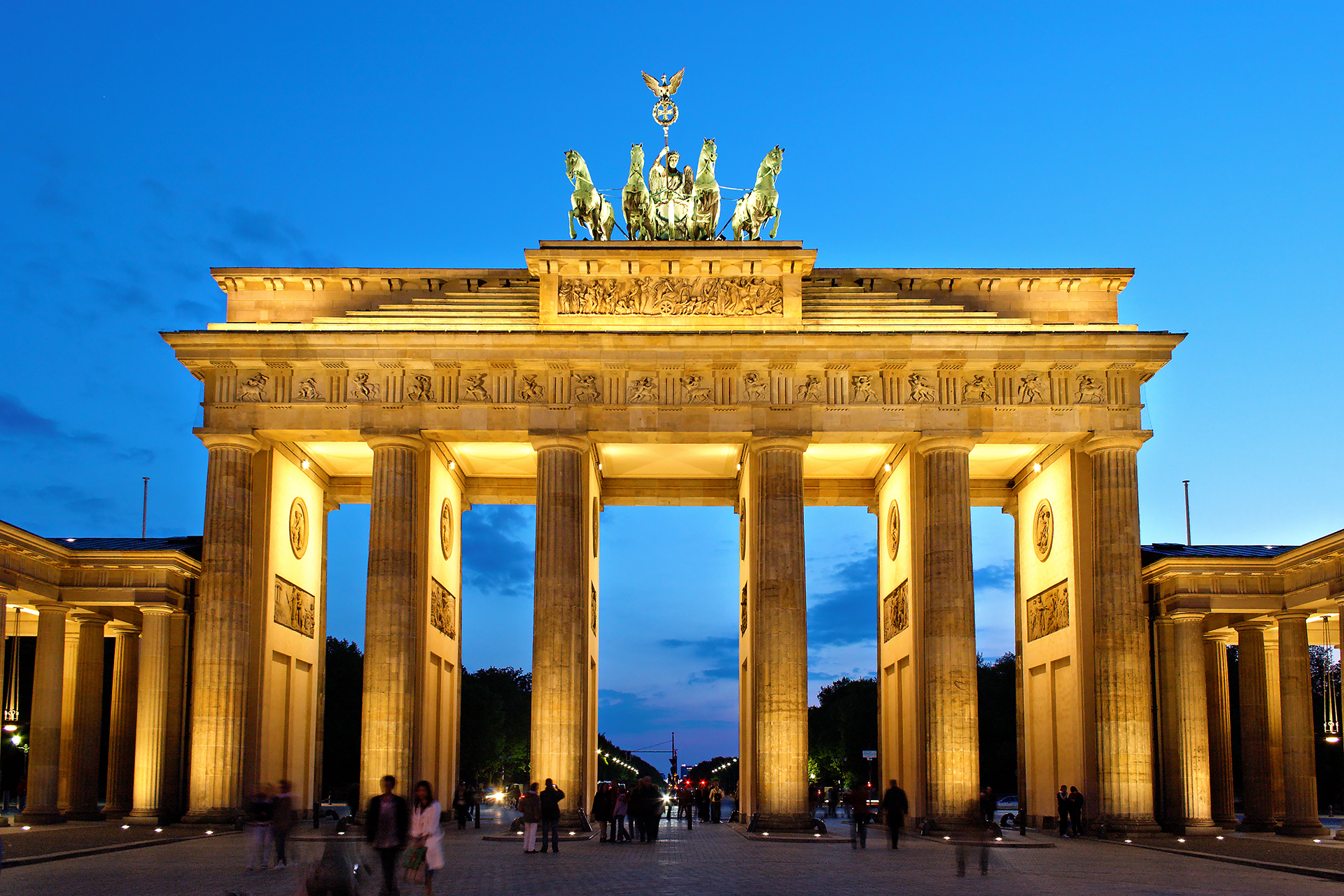
柏林勃蘭登堡門

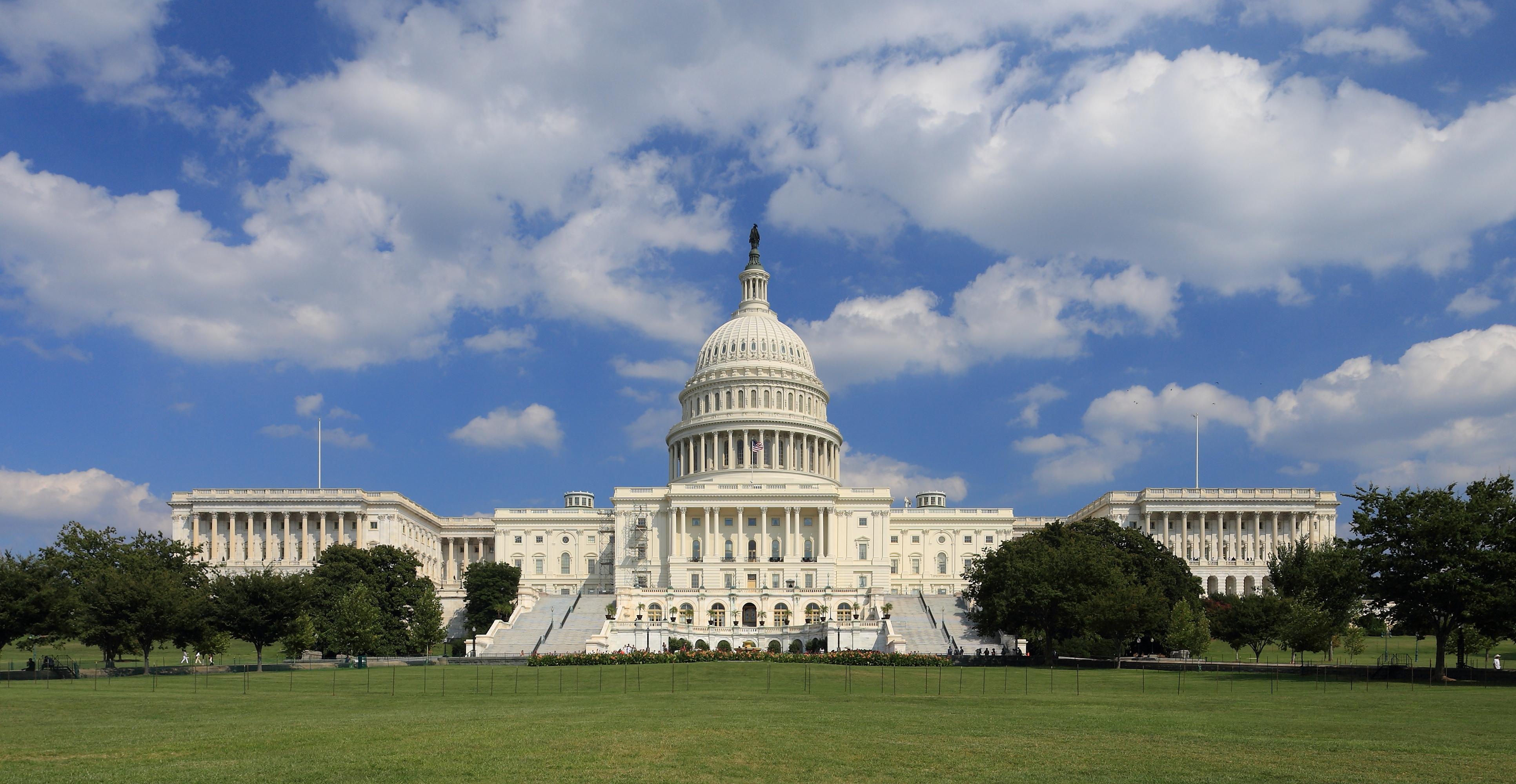
美國國會大廈

新古典主義（義大利語：Neoclassicismo），是西方世界對古希腊羅馬經典風格的復古和改造。新古典主義運動以19世紀初为盛。該運動在視覺藝術、文學、戲劇、音樂和建築方面均有卓越表現，上接洛可可風格，下啟帝政風格和歌特復興風格。

## 特點
新古典主義發生之時恰逢18世紀的啟蒙時代，並一直延續到19世紀之初，期間它無視了法國大革命的影響，在歐洲和美洲大範圍擴展。該風格明顯影响了當時歐洲的装饰艺术、建筑、绘画、文学、戏剧和音乐等众多领域，以義大利、德國、英國和美國的最為興盛。
新古典主義風格由18世紀的德國人約翰·約阿希姆·溫克爾曼所創，但最興盛的地區卻是在意大利的羅馬。信奉新古典主義的藝術家會主動從希臘、羅馬、埃及和波斯（現伊朗）等靠近西歐的古代文明中汲取靈感，他們雖然在模仿古代的藝術品，但也明確知曉自己所模仿的內容為何，並在此基礎上進行西歐化改造。
新古典主義起源自對上兩代複雜藝術，即“巴洛克”和“洛可可”的反思，旨在重振古希臘、古羅馬的幾何圖形之美。該藝術的特點是理性中立的風格，不會讚頌、美化或者強調某個特定的價值觀，而是維持“繁簡間的平衡”。在具體表現中，新古典主義藝術不會在主体结构中做任何的装饰，卻在角落中盡可能的多加裝飾，以盡填滿零散的空間，避免在視覺上陷入“過度複雜”或“過度簡單”的兩極。

## 歷史背景

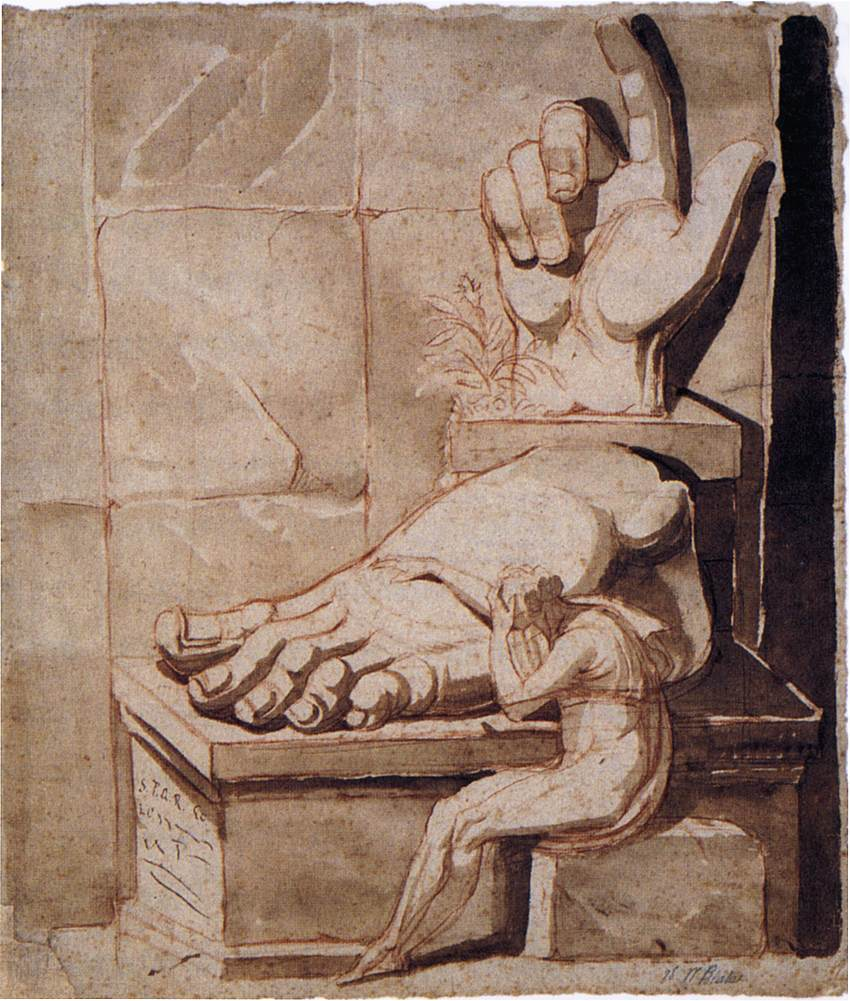
1778年的约翰·亨利希·菲斯利畫作

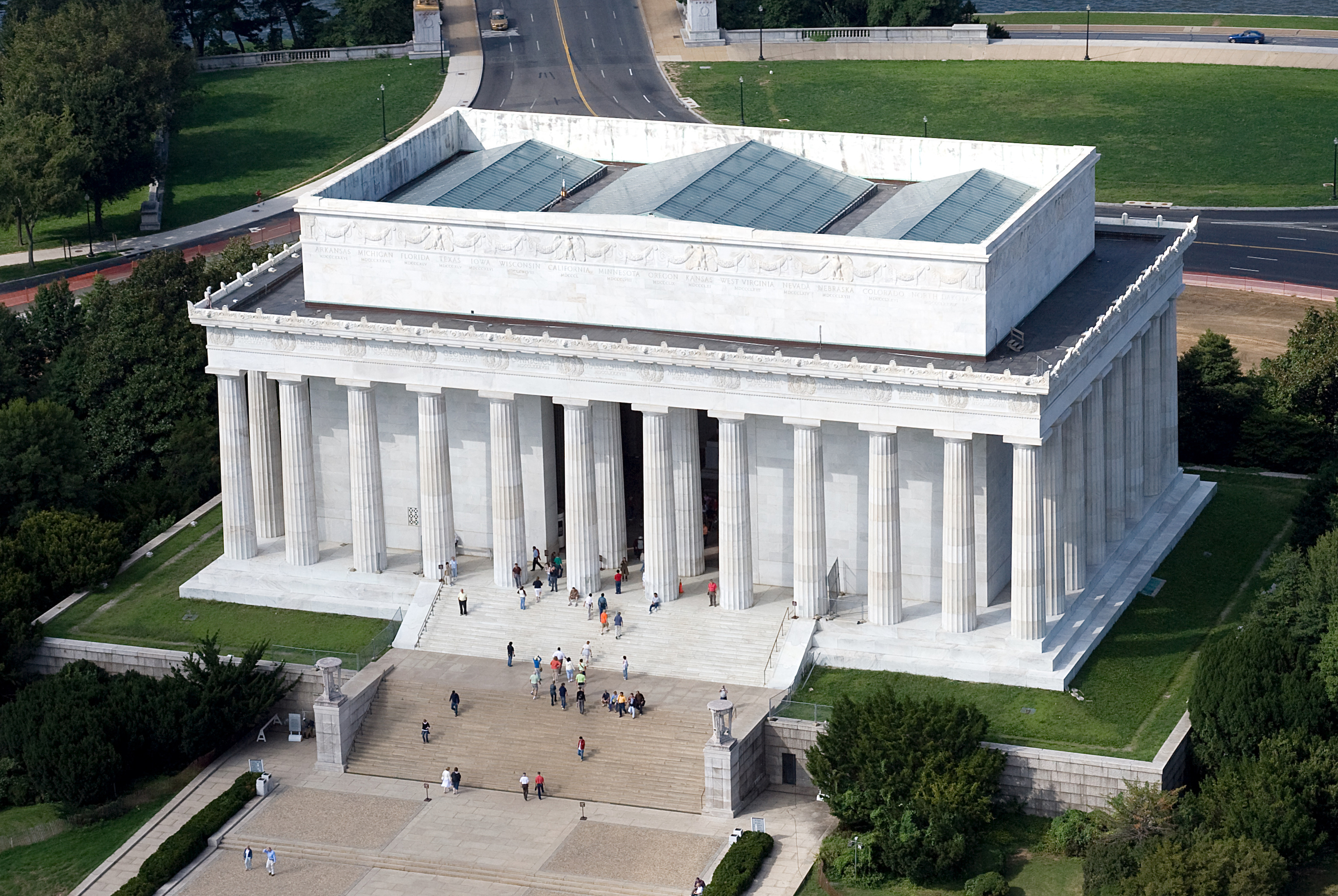
華盛頓林肯纪念堂

18世紀出現了崇尚希臘和羅馬古文明的復甦，並在該世紀末導致古典主義思想全面運動，稱為「新古典主義運動」。對即將重現的古代文明表現出正直和公正的崇拜，及進一步發掘研究的熱情，是構成這場運動的基礎。另一方面貴族對奢侈和享樂的追求，激發了大規模革命的意志力；而理性主義的支持者們覺悟到自己正面臨君主制一意孤行和肆意橫行的壓迫，同時洛可可藝術則占據統治地位。
對於探索遺失的古文化來說，沒有什麼比義大利南部維蘇威火山灰下的驚人發現更具戲劇性了。它激發人們對考古學的興趣，並大大推動其發展。隨著兩座被埋沒古城龐貝和赫庫蘭尼姆面貌逐漸地揭開，在歐洲受教育的階層中掀起了希望的波瀾。因為在那裏有繁榮的古希臘文明和古羅馬帝國悲慘命運的生動紀錄。

## 新古典主義的影響
龐貝古城的重新發掘和挖掘，掀起一股遺失已久的古典思潮，它並激發18世紀歐洲的想像力及對古典風格的強烈崇拜。

### 雕刻
新古典主義在雕刻藝術上以淺浮雕（bas relief）圖式表現，因此截然不同於巴洛克風格的深度雕刻。代表藝術家有安东尼奥·卡诺瓦、约翰·弗拉克斯曼、乔瓦尼·巴蒂斯塔·皮拉内西、贝特尔·托瓦尔森。

### 建築
在建築方面，杰斐逊設計的維吉尼亞大學校園和法國的蘇弗洛所建的巴黎万神殿是最著名的建筑之一。除了維吉尼亞大學外，傑弗遜連住家都是自己親手設計的。美国的白宫，由詹姆斯·霍本和本杰明·亨利·拉特罗布设计，也属于此风格。正是本杰明·亨利·拉特罗布将此风格介绍到了美国。详见新古典主义建筑。

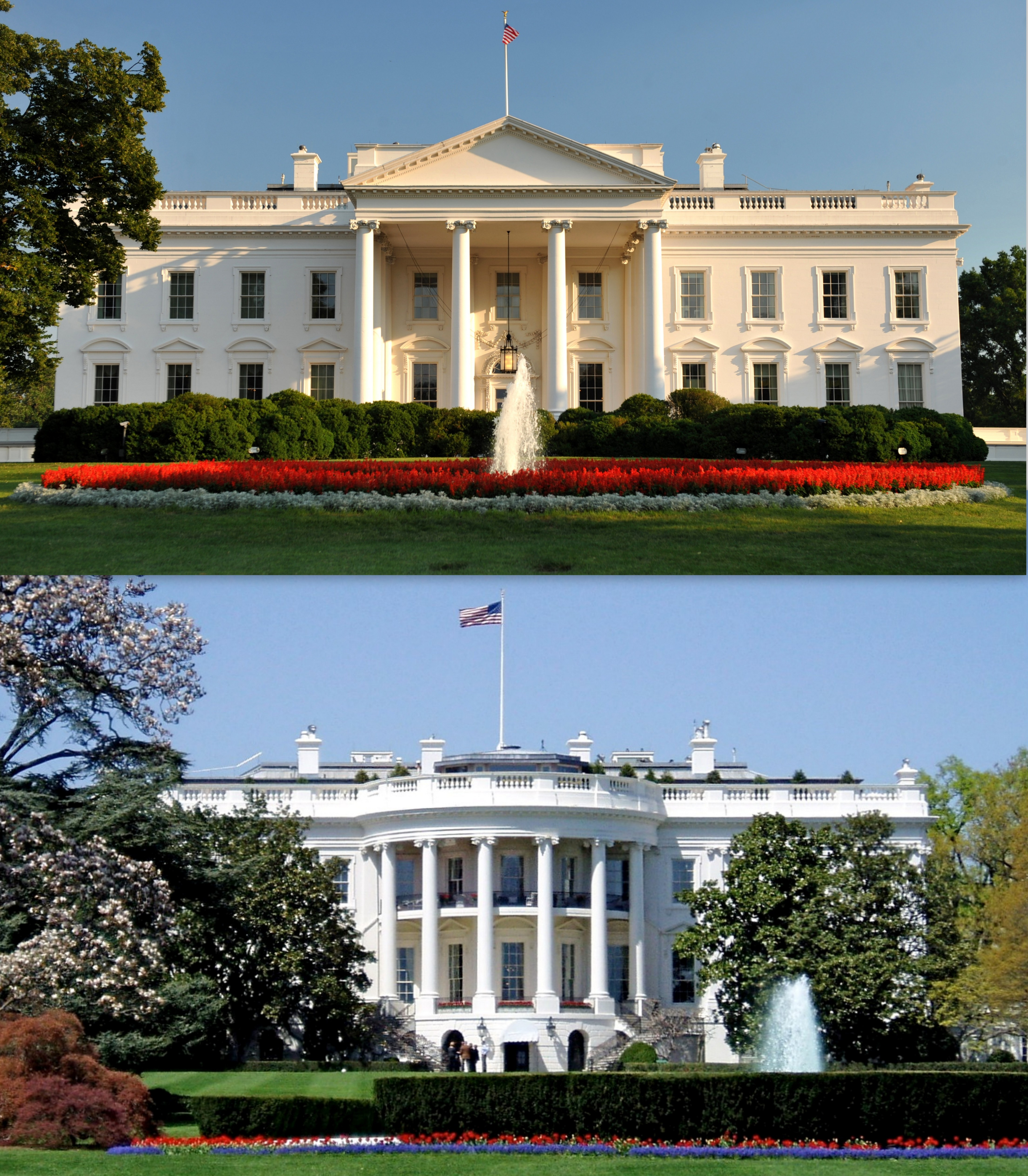
美國白宮

### 音乐
古典主義音樂是此時期歐洲音樂的主流表現，是傳統認知上，也就是狹義的古典音樂，時間約在1750至1820年，代表人物即海頓、莫札特、貝多芬，音樂風格簡潔明快、動機清楚。古典主義的音樂發展可以看作人們對啟蒙時代品味的追求與音樂家對巴洛克時期繁複精緻的曲風所作的反動。
隨著巴赫集巴洛克音樂之大成，將旋律、主題的變換、調式、複調音樂的手法等推向巔峰，在他死後音樂的風尚卻迅速改變：主調音樂支配、旋律和風格變得簡明活潑、裝飾音退化等等。又隨著樂團編制擴大與逐漸標準化、鋼琴取代大鍵琴等外在環境的改變，海頓、J·C·巴哈等人對古典時期音樂的風格與曲式作出貢獻，在莫札特創作的時代達至鼎盛，貝多芬承繼成熟的曲風又隨著時代將其帶向新的境界。
值得注意的是，這邊的「古典」主義音樂並非指希羅時期的「古典」，而是指藝術史術語中的「新古典」；至於音樂史的「新古典」則指十九世紀末至二十世紀，作為現代音樂開端的新古典主義音樂，絕不同於此時期。名稱用法不同於其他藝術領域僅是約定俗成而已。

### 繪畫
新古典主义绘画兴起于1760年初。当时由约翰·约阿希姆·温克尔曼发起了一场反对浮夸的洛可可风格的运动，运动宣扬回归古希腊、古罗马时代的简朴。作为这场运动的先驱，安东·拉斐尔·门斯是当时最符合温克尔曼所宣扬的美学理念的画家。他的大型壁画巴那斯山便是和温克尔曼合作完成的作品。壁画以古希腊、古罗马作为背景。场景的构造采用了正交视图。在颜色和线条的选择上，壁画更加突出线条和形状。同时景深的缺失让画面呈现出浅浮雕的效果。以上的这些元素都体现出了温克尔曼的风格。
随后这场运动蔓延到罗马。米兰画家博西（Giuseppe Bossi）和阿皮安尼（Andrea Appiani），罗马画家卡姆基尼（Vincenzo Camuccini），波伦亚画家贝拉基（Pelagio Palagi）便是其中四位代表画家。
当这场新古典主义浪潮席卷大不列颠和德国之时，却在法国放慢了它的步伐。直到1770年，在约瑟夫·玛丽·维恩（Joseph-Marie Vien）的影响下，法国的画家们才接受了这股风潮。